# House of Mystery
House of Mystery est le titre de plusieurs comics publiés par DC Comics dont le genre a varié selon les époques même si prédomine le genre fantastique. Une autre série House of Secrets lui est apparentée.

## Première série

### Débuts
House of Mystery est lancé d'abord comme une anthologie d'horreur. Lorsqu'en 1954 l'instauration du Comics Code Authority empêche la publication de comics d'horreur, la série est transformée et s'y retrouvent des histoires de monstres de science-fiction ou des récits de suspens.

### Super-héros
Au milieu des années 1960, le titre subit un nouveau changement et accueille des super-héros. Du numéro 143 de juin 1964 au numéro 155 de décembre 1965, Martian Manhunter est le personnage principal du comics. En janvier 1966, il est remplacé par Dial H for Hero en janvier 1966 dans le numéro 156. Cette série est la principale jusqu'au numéro 173 de mars-avril 1968 et Martian Manhunter est une série secondaire.

### Retour de l'horreur
Le numéro 174 marque l'arrivée de Joe Orlando qui avait travaillé chez EC Comics, comme responsable éditorial de House of Mystery. Comme le Comics Code est moins sévère et que DC, comme Marvel, cherche à moins subir ses contraintes, le titre redevient un comics d'horreur. Après un premier numéro qui est une réédition d'anciennes histoires d'horreur, le style nouveau est lancé le mois suivant. Ce numéro introduit le personnage de Cain qui sera le narrateur de quasiment toutes les histoires. Cain sera aussi le narrateur de la sériée dérivée humoristique Plop! puis sera un personnage récurrent dans Blue Devil et The Sandman.
Le premier travail professionnel de Bernie Wrightson se trouve dans le numéro 179 de ce comics avec l'histoire The Man Who Murdered Himself en mars-avril 1969.
Sous la direction de Joe Orlando, le titre est primé plusieurs fois : « Shazam Award pour la meilleure histoire courte (dramatique) » en 1972 pour The Demon Within dans le numéro 201 par John Albano et Jim Aparo, et le « Shazam Award for Best Humor Story » en 1972 pour The Poster Plague de Steve Skeates et Sergio Aragonés.
En mai 1981, Karen Berger devient la responsable éditoriale de la série. Ceci marque son premier emploi à ce poste pour DC Comics. Sous sa direction, le comics est consacré à la série I...Vampire de J. M. DeMatteis. Cette série commence au numéro 290 en mars 1981 et dure jusqu'au numéro 319 d'août 1983. Le comics cesse de paraître en octobre 1983 avec le numéro 321.

## Elvira's House of Mystery
En 1986-1987, DC comics publie une nouvelle série intitulée Elvira's House of Mystery dans laquelle Elvira prend la place de Cain. La série dure 11 numéros.

## Série de 2008
En mai 2008 une nouvelle série écrite par  Lilah Sturges et Bill Willingham est lancée,. La série s'achève en octobre 2011 avec le numéro 42.

## Autres médias

### Télevision
La maison apparaît dans l'épisode Des bonbons ou la mort ! (Trick or Threat) de la Justice League Action. Cain raconte comment Klarion the Witch Boy a transformé John Constantine, Batman, Zatanna et le Doctor Fate en enfants pour voler le casque de Fate. Après la défaite de Klarion et la disparition de la maison, John Constantine trouve la clé de la maison sur le sol.

### Film
La maison apparaît dans le film Justice League Dark. Dans cette version, la maison se crée un corps à l'apparence de Black Orchid.